# Etilene dione
L'etilene dione, chiamato anche biossido di dicarbonio o etendione (formula: C2O2 o nella sua forma estesa O=C=C=O), è un ossido del carbonio e dunque appartiene alla famiglia degli ossocarboni. Può essere considerato un dimero del monossido di carbonio (CO).

## Storia
La sua esistenza fu suggerita nel 1913, tuttavia, nonostante la sua struttura apparentemente "semplice", per oltre un secolo il composto eluse tutti i tentativi di sintesi. Per tale natura sfuggente, la molecola si era guadagnata la reputazione di essere un ipotetico e un misterioso composto, una "molecola estremamente timida".
Occorre attendere fino al 2015 finché un gruppo di chimici dall'Università dell'Arizona a Tucson (USA) ha riferito la prima caratterizzazione spettroscopica dell'etendione, confermandone l'esistenza come una molecola transitoria. Il gruppo dell'Arizona ha riprodotto la molecola, usando la luce laser per espellere elettroni dai corrispondenti anioni stabili con la loro carica singola.

## Struttura ipotetica
Nonostante l'esistenza del livello energetico corrispondente ad una geometria molecolare planare e ad anello chiuso (struttura di Kekulé), schematicamente del tipo O=C=C=O, il più elementare stato atomico legato di etilendione è una tripletta elettronica. Di conseguenza, l'OCCO è associato formalmente a un diradicale (un tipo di molecola in cui due elettroni occupano due orbitali ciascuno con un livello energetico detto degenere perché corrisponde a due o più stati quantistici), a motivo di una struttura elettronica simile alla molecola di ossigeno. Tuttavia, quando la molecola è distorta dalla sua geometria di equilibrio, cosicché si intersecano le superfici potenziali della tripletta elettronica e lo stato di singoletto (cioè valore quantico unico pari a 0), che è non associato e si dissocia in due molecole di CO di stato fondamentale. La scala temporale per la transizione tra questi due stati elettronici aventi diversa molteplicità di spin, si è calcolato che deve risultare nell'ordine dei 0,5 ns,, fatto che rende la tripletta OCCO una molecola transitoria, eppure spettroscopicamente longeva.
D'altra parte, il monoanione di etilendione (C2O2−), così come l'anione bivalente (C2O22−), sono entrambi stabili.

## Il gliossilide di Koch
Nel 1940, il medico di Detroit William Frederick Koch ha dichiarato di avere sintetizzato questo composto, che ha chiamato gliossilide, e che si trattava di un antidoto per le tossine che erano causa di una lunga lista di malattie, tra cui il diabete e il cancro. Le dichiarazioni non risultavano sufficientemente documentate e la sostanza chimica è stata classificata come una frode dalla FDA.